# Ліптовські Клячани
Ліптовські Клячани (словац. Liptovské Kľačany) — село, громада округу Ліптовський Мікулаш, Жилінський край, регіон Ліптов. Кадастрова площа громади — 13,41 км².
Населення 388 осіб (станом на 31 грудня 2018 року).

## Історія
Ліптовські Клячани згадуються 1256 року.

## Географія
Протікає річка Клячанка

## Населення
| Рік:            | 1994. | 2004.    | 2014.   | 2024.   |
| --------------- | ----- | -------- | ------- | ------- |
| Кількість осіб: | 303   | 357      | 383     | 379     |
| Різниця:        |       | +17,82 % | +7,28 % | -1,04 % |

| Рік:            | 2023. | 2024.   |
| --------------- | ----- | ------- |
| Кількість осіб: | 372   | 379     |
| Різниця:        |       | +1,88 % |